# 杉山良行
杉山 良行（すぎやま よしゆき、1958年（昭和33年）2月1日 - ）は、日本の航空自衛官。第34代航空幕僚長。職種は飛行（戦闘機操縦士）。

## 略歴

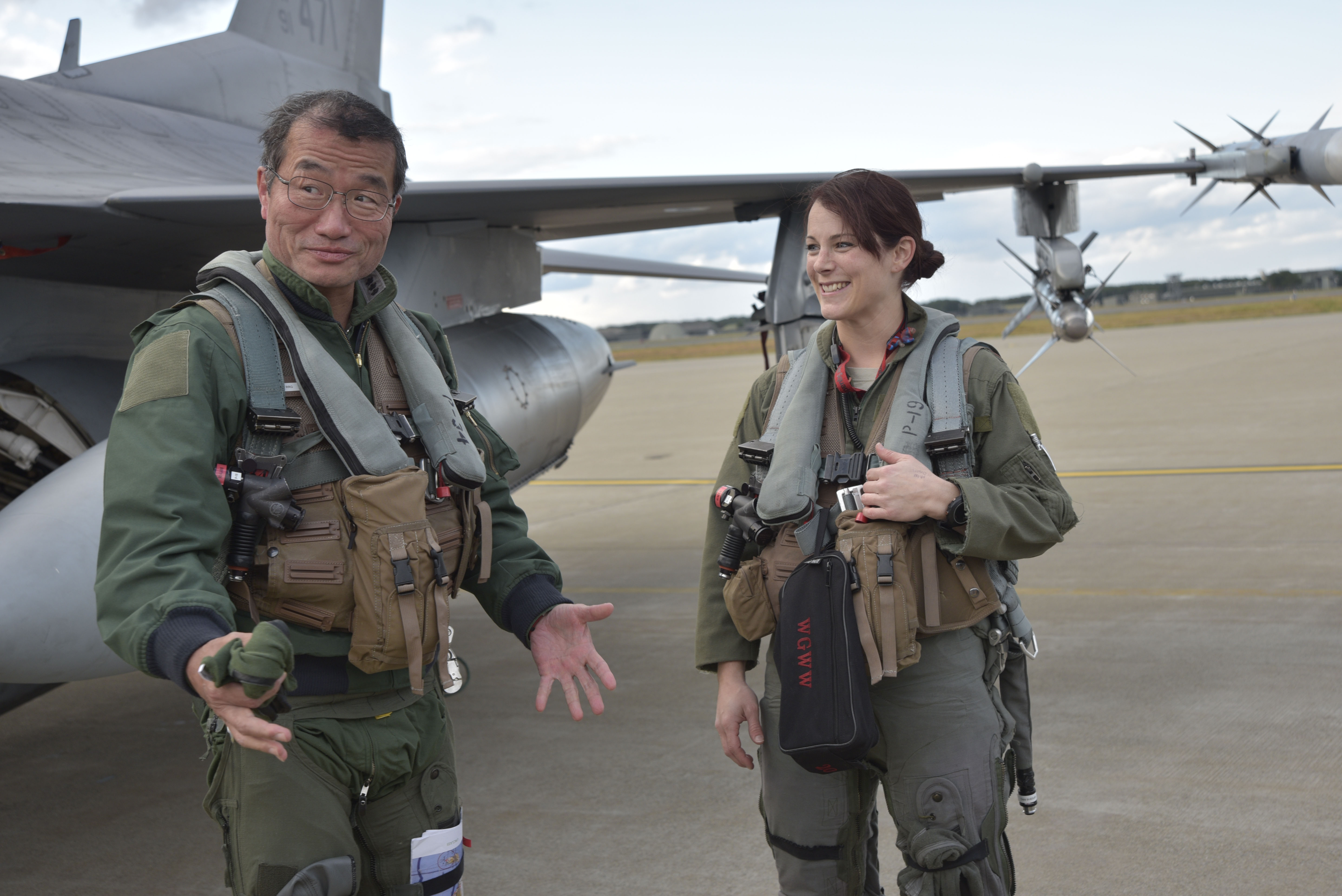
三沢基地の米空軍パイロットと談笑する杉山

- 1980年（昭和55年）3月：防衛大学校卒業（第24期）、航空自衛隊に入隊
- 1994年（平成06年）7月：2等空佐
- 1997年（平成09年）8月：第83航空隊第302飛行隊長
- 1999年（平成11年）1月：1等空佐
- 2000年（平成12年）12月1日：航空総隊司令部防衛部演習計画課長
- 2002年（平成14年）8月1日：航空幕僚監部防衛部防衛調整官
- 2004年（平成16年）8月30日：航空幕僚監部防衛部運用課長
- 2005年（平成17年）7月28日：空将補昇任、第4航空団司令 兼 松島基地司令
- 2007年（平成19年）12月3日：西部航空方面隊副司令官
- 2009年（平成21年）3月25日：航空幕僚監部監理監察官
- 2010年（平成22年）7月26日：航空幕僚監部人事教育部長
- 2012年（平成24年）
  - 1月31日：空将昇任、航空開発実験集団司令官
  - 12月4日：南西航空混成団司令
- 2014年（平成26年）12月15日：第44代 航空総隊司令官に就任
- 2015年（平成27年）12月1日：第34代 航空幕僚長に就任
- 2017年（平成29年）12月20日：退官
- 2024年（令和7年）6月：航空自衛隊退職者団体「つばさ会」会長に就任